# Classe Daihatsu
La classe Daihatsu ou péniche de débarquement de 14 m (大発, abréviation de 大型発動機艇 qui signifie "grand bateau motorisé".) est une classe d'embarcation de débarquement en service dans l'Armée impériale japonaise de 1937 à 1945, utilisé pendant la Seconde guerre sino-japonaise et la Seconde Guerre mondiale. Elle a été désignée comme péniche de débarquement de "type A" par les États-Unis,.

## Histoire
Il avait une rampe d'étrave qui était abaissée pour débarquer la cargaison en montant sur une plage. Après avoir examiné les photos d'une péniche de débarquement Daihatsu, celle-ci a été adoptée par le concepteur américain de péniches de débarquement Andrew Higgins pour transformer la péniche de débarquement, personnel (grande)  (Landing Craft Personnel (Large) ou LCP(L)) en péniche de débarquement, personnel (rampe) Landing Craft Personnel (Ramp) ou LCP(R)) et plus tard en péniche de débarquement, véhicule et personnel (Landing Craft Vehicle & Personnel ou LCVP). Cependant, la péniche de débarquement Daihatsu était plus apte à naviguer qu'un LCVP en raison de la conception de sa coque. Il était construit d'une coque métallique et était propulsé par un moteur diesel.
Les péniches de débarquement avaient une capacité d'un char Type 95 Ha-Go de 7,4 tonnes ou 70 hommes ou 10 tonnes de marchandises. Elles pouvaient être modifiées pour porter des armes d'un calibre allant jusqu'à 37 mm comme armement et pouvaient être blindées contre les tirs de 40 mm.
La péniche de débarquement de 17 mètres de la classe Toku Daihatsu était une version allongée capable de transporter un char de taille moyenne ou deux chars de huit tonnes.
Sur la base des petites péniches de débarquement, quatre types de grandes péniches de débarquement ont été développés :
- Type A : à partir de 1925, seul un petit nombre d'exemplaires a été produit. Ce type avait encore la forme des petites péniches de débarquement, seules les dimensions ont été augmentées.
- Type B : a été construit vers 1930 et avait déjà la forme de la grande péniche de débarquement avec la rampe d'atterrissage.
- Type C : également construit à partir de 1930, ce type a été amélioré par une étrave plus haute et deux nervures de renforcement dans le fond du navire.
- Type D : Construit à partir de 1932, ce type pouvait également transporter des tanks jusqu'à 10 tonnes comme le Type 95 Ha-Go [3].

## Galerie

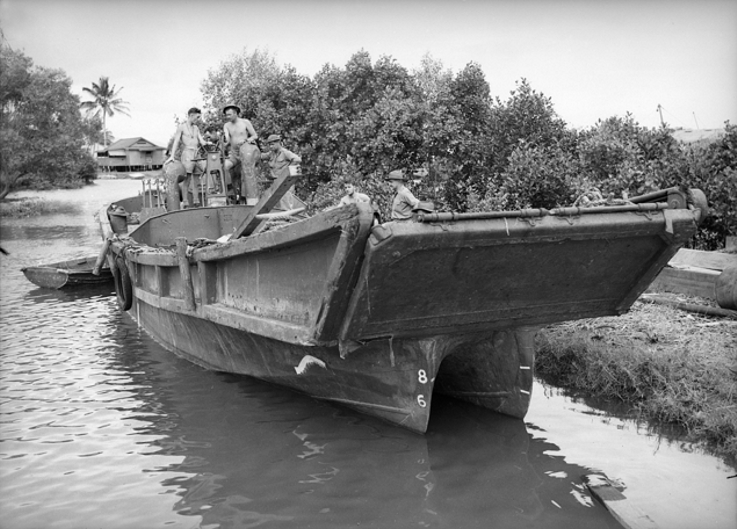
Un exemplaire capturé à la bataille de la baie de Milne
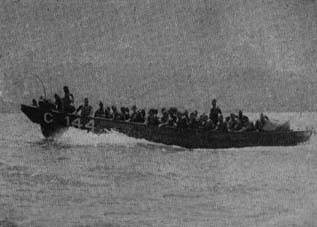
L'Armée impériale japonaise s'entraînant au débarquement avec la péniche de débarquement Daihatsu, 1935.